# 키나미 라이토
키나미 라이토(일본어: 希波 らいと きなみ らいと[*], 1월 13일 - )는 다카라즈카 가극단 하나구미 소속 남역이다.
가나가와현 카와사키시 출신, 일본대학중학교 출신이다. 키 178cm, 애칭은 "라이토(らいと)", "마나(まな)", "라이짱(らいちゃん)"이다.

## 약력
2015년, 다카라즈카 음악학교에 입학
2017년, 다카라즈카 가극단 103기생으로 입단. 유키구미 공연 「막말태양전 / Dramatic “S”!」로 초무대. 그 후, 하나구미에 배속
무대가 돋보이는 외모로 일찌감치 주목을 받았고, 2019년의 「꽃보다 남자」 (TBS아카사카ACT시어터 공연)에서 메인 캐스트인 F4 중 한명인 니시카도 소지로 역에 발탁.
2021년, 유즈카 레이ㆍ호시카제 마도카 톱 콤비 대극장 오히로메 공연 「겐로쿠 바로크로크」에서 신인공연 첫 주연.

## 주요 공연
| 기간 (월) | 소속 | 제목                                   | 공연장                                 | 배역                           | 비고                                |
| --------- | ---- | -------------------------------------- | -------------------------------------- | ------------------------------ | ----------------------------------- |
| 2017년    |      |                                        |                                        |                                |                                     |
| 4 - 5     | 유키 | 막말태양전                             | 다카라즈카 대극장                      |                                | 초무대                              |
| 4 - 5     | 유키 | Dramatic “S”!                          | 다카라즈카 대극장                      |                                | 초무대                              |
| 2018년    |      |                                        |                                        |                                |                                     |
| 1 - 3     | 하나 | 포의 일족                              | 다카라즈카 대극장 도쿄 다카라즈카 극장 |                                |                                     |
| 5         | 하나 | 아카네사스 보라색 꽃                   | 하카타좌                               |                                |                                     |
| 5         | 하나 | Santé!!                                | 하카타좌                               |                                |                                     |
| 7 - 10    | 하나 | MESSIAH -이문ㆍ아마쿠사 시로-          | 다카라즈카 대극장 도쿄 다카라즈카 극장 | 토쿠가와 이에츠나 (신인공연)   | 본역 : 세이노 아스카                |
| 7 - 10    | 하나 | BEAUTIFUL GARDEN -백화요란-            | 다카라즈카 대극장 도쿄 다카라즈카 극장 |                                |                                     |
| 11 - 12   | 하나 | Delight Holiday                        | 마이하마 안피시어터                    |                                |                                     |
| 2019년    |      |                                        |                                        |                                |                                     |
| 2 - 4     | 하나 | CASANOVA                               | 다카라즈카 대극장 도쿄 다카라즈카 극장 | 모차르트 (신인공연)            | 본역 : 아야키 히카리                |
| 6 - 7     | 하나 | 꽃보다 남자                            | TBS아카사카ACT시어터                   | 니시카도 소지로                |                                     |
| 6         | 하나 | 사랑하는 ARENA                         | 요코하마 아리나                        |                                |                                     |
| 8 - 11    | 하나 | A Fairy Tale -푸른 장미의 정령-        | 다카라즈카 대극장 도쿄 다카라즈카 극장 | 브라이언 마슈 (신인공연)       | 본역 : 호즈미 마히로                |
| 8 - 11    | 하나 | 샤름!                                  | 다카라즈카 대극장 도쿄 다카라즈카 극장 |                                |                                     |
| 2020년    |      |                                        |                                        |                                |                                     |
| 1         | 하나 | DANCE OLYMPIA                          | 도쿄국제포럼                           |                                |                                     |
| 7 - 11    | 하나 | 하이카라씨가 지나간다                  | 다카라즈카 대극장 도쿄 다카라즈카 극장 | 노지                           |                                     |
| 2021년    |      |                                        |                                        |                                |                                     |
| 1 - 2     | 하나 | PRINCE OF ROSES -왕관에 이끌린 사나이- | 바우홀                                 | 헨리 스태포드                  |                                     |
| 4 - 7     | 하나 | 아우구스투스 -존엄한 자-               | 다카라즈카 대극장 도쿄 다카라즈카 극장 | 트레보니우스                   |                                     |
| 4 - 7     | 하나 | Cool Beast!!                           | 다카라즈카 대극장 도쿄 다카라즈카 극장 |                                |                                     |
| 8 - 9     | 하나 | 긴짱의 사랑                            | KAAT카나가와예술극장 드라마시티        | 조감독                         |                                     |
| 11 - 12   | 하나 | 겐로쿠 바로크로크                      | 다카라즈카 대극장                      | 요미우리 쿠로노스케 (신인공연) | 본역 : 유즈카 레이 신인공연 첫 주연 |
| 11 - 12   | 하나 | The Fascination!                       | 다카라즈카 대극장                      |                                |                                     |
| 2022년    |      |                                        |                                        |                                |                                     |
| 1 - 2     | 하나 | 겐로쿠 바로크로크                      | 도쿄 다카라즈카 극장                   | 요미우리                       |                                     |
| 1 - 2     | 하나 | The Fascination!                       | 도쿄 다카라즈카 극장                   |                                |                                     |
| 3 - 4     | 하나 | 겨울 안개의 파리                       | 드라마시티 도쿄건물 Brillia HALL       | 미셸                           |                                     |
| 6 - 9     | 하나 | 순례의 해 ~리스트 펠렌츠. 영혼의 방황~ | 다카라즈카 대극장 도쿄 다카라즈카 극장 |                                |                                     |
| 6 - 9     | 하나 | Fashionable Empire                     | 다카라즈카 대극장 도쿄 다카라즈카 극장 |                                |                                     |